# Hagsatera rosilloi
Hagsatera rosilloi är en orkidéart som beskrevs av Roberto González Tamayo. Hagsatera rosilloi ingår i släktet Hagsatera och familjen orkidéer. Inga underarter finns listade i Catalogue of Life.